# Navigazione Montanari
Navigazione Montanari S.p.A. è una società per azioni italiana, costituita nel 1906, operativa nel settore dei trasporti marittimi in particolare di materiali liquidi e gassosi.
La società è stata quotata presso la Borsa valori di Milano fino al settembre 2008 (codice Isin: IT0001251286, codice alfanumerico: NM, segmento: Star).

## Storia
L'attuale assetto societario nasce nel 1999 come Navigazione Alta Italia S.p.A., per cambiare quasi subito la propria denominazione nell'attuale a seguito del conferimento dell'attività della G. & A. Montanari & Co S.p.A., che rimane come holding finanziaria ed è tuttora il principale azionista della società.
Le origini dell'attività risalgono invece al 1889, quando il capitano Giovanni Montanari acquistò una piccola nave da carico a vela ed iniziò a trasportare legname per l'edilizia tra i diversi porti del Mediterraneo.
Il primo importante sviluppo dell'azienda avvenne dopo la prima guerra mondiale: Arturo Montanari, figlio del fondatore, fece infatti costruire cinque navi per il trasporto di carico secco a vela con motore ausiliario; si trattava di navi di piccole dimensioni, che però consentirono all'azienda di consolidare la propria posizione sul mercato dei trasporti.
La flotta andò però interamente persa durante la seconda guerra mondiale; tutte le navi vennero infatti requisite nel 1940 ed iscritte come naviglio ausiliario dello Stato, ma durante il conflitto vennero tutte affondate: tre a Tobruk, una al largo di Anzio ed una nel Tirreno meridionale.
Nel dopoguerra la società iniziò a prendere la direzione della specializzazione quando vennero ordinate ai cantieri navali di Trieste alcune navi-cisterna, anche se di dimensioni ancora contenute. Alla guida della società giunse all'epoca la terza generazione della famiglia, ossia i tre fratelli Giannetto, Attilio e Alberto Montanari. Sotto la presidenza di Attilio Montanari, tra gli anni sessanta e settanta, lo sviluppo continuò con la messa in attività di nuove navi che consentirono un incremento continuo del fatturato; la crescita culminò nel 1997, quando la G. & A. Montanari & Co. S.p.A. acquistò tre società di navigazione, tra cui principalmente la maggioranza azionaria della Navigazione Alta Italia S.p.A. di Genova, società fondata nel 1906 e quotata in Borsa fin dal 1932.
Nel 1988 il Gruppo Montanari acquisì il pacchetto azionario di maggioranza della Società Premuda, poi passato nel 1990 alla famiglia Rosina principale azionista gestore di Navigazione Italiana.
L'ultima operazione di ristrutturazione dell'attività avvenne nel 1999: venne infatti costituita una nuova Navigazione Alta Italia S.p.A. nella quale vennero concentrate le attività delle quattro società operative e che divenne l'attuale Navigazione Montanari, specializzata nei trasporti per il settore petrolifero e petrolchimico.

## La società
La società ha fatto il suo ingresso in borsa, nel segmento star, nel febbraio del 2000.
L'assemblea straordinaria degli azionisti del 10 novembre 2003 deliberò la scissione parziale dell'attività di gestione commerciale, tecnica, armatoriale ed amministrativa della flotta sociale svolta dalla controllata al 100% Beam Gestioni - S.r.l., attività che è stata incorporata nella Capogruppo Navigazione Montanari S.p.A. con decorrenza dal 1º gennaio 2004.
Nel 2005 si contavano circa 4 000 azionisti, con un flottante pari al 24,05% del capitale sociale (pari a 64 milioni di euro), mentre il maggior azionista era G.&A. Montanari &Co.-S.p.A. con una quota pari al 65,86% del capitale sociale.
Sempre nel 2005, Navigazione Montanari - S.p.A. deteneva il 100% della Cindan Transportes Maritimos Lda., società armatoriale non operativa con sede legale in Madeira (Portogallo), ed il 68% del capitale di Seam - Servizi e Attività Marittime - S.r.l., allora in liquidazione.
Oggi Navigazione Montanari è una società di trasporto marittimo specializzata nel settore dei prodotti petroliferi, in particolare idrocarburi e prodotti chimici; tra la fine del 2007 e l'inizio del 2010 sono entrate in servizio 14 nuovi unità, 8 per il trasporto di prodotti raffinati e chimici e 6 per il trasporto di petrolio.
Nel 2011 la flotta di Navigazione Montanari era composta da 28 navi petroliere e chimichiere ( chemical/products tankers ), consegnate tra il 1992 ed il marzo 2010 di portata lorda compresa tra 25 000 e 160 000 tonnellate.

## Flotta
Dati relativi alla consistenza della flotta societaria (di proprietà o in gestione) a febbraio 2021.

( Fonti: RINA, American Bureau of Shipping, Bureau Veritas e banca dati sistema Equasis ).
| Bandiera Nome porto di immatricolazione | Tipo        | nr. IMO | id. Radio | MMSI      | Dimensioni L.f.t. X Largh. X Imm. (in metri) | stazza lorda in t.s.l. (GT) | portata lorda in t.p.l. (DWT) | Cantiere                                                             | Data di consegna ( età )                 |
| --------------------------------------- | ----------- | ------- | --------- | --------- | -------------------------------------------- | --------------------------- | ----------------------------- | -------------------------------------------------------------------- | ---------------------------------------- |
| M/C Valle di Andalusia Trieste          | chimichiera | 9220940 | IBTJ      | 247046200 | 176x31x9                                     | 25.063 t.s.l. (GT)          | 42.721 t.p.l. (DWT)           | Hyundai Mipo Dockyard Co., Ltd; Ulsan, Corea del Sud                 | 13 dicembre 2001 (23 anni e 93 giorni)   |
| M/C Valle di Navarra Trieste            | chimichiera | 9251547 | IBZP      | 247069700 | 176x31x9                                     | 25.063 t.s.l. (GT)          | 40.218 t.p.l. (DWT)           | Hyundai Mipo Dockyard Co., Ltd; Ulsan, Corea del Sud                 | 16 luglio 2002 (22 anni e 243 giorni)    |
| M/C Vallermosa Trieste                  | chimichiera | 9251559 | IBZT      | 247078500 | 176x31x9                                     | 25.063 t.s.l. (GT)          | 40.218 t.p.l. (DWT)           | Hyundai Mipo Dockyard Co., Ltd; Ulsan, Corea del Sud                 | 29 gennaio 2003 (22 anni e 46 giorni)    |
| M/C Valle di Nervion Trieste            | chimichiera | 9288942 | IBPC      | 247109500 | 176x31x9                                     | 25.063 t.s.l. (GT)          | 40.218 t.p.l. (DWT)           | Hyundai Mipo Dockyard Co., Ltd; Ulsan, Corea del Sud                 | 20 luglio 2004 (20 anni e 239 giorni)    |
| M/C Valtamed Valletta                   | Suezmax     | 9292840 | 9HA4933   | 215036000 | 274x48x17                                    | 83.669 t.s.l. (GT)          | 158.609 t.p.l. (DWT)          | Daewoo Shipbuilding & Marine Engineering co. Ltd Okpo, Corea del Sud | 15 settembre 2004 (20 anni e 182 giorni) |
| M/C Valle di Granada Trieste            | chimichiera | 9292278 | IBPY      | 247118700 | 176x31x9                                     | 25.063 t.s.l. (GT)          | 40.218 t.p.l. (DWT)           | Hyundai Mipo Dockyard Co., Ltd; Ulsan, Corea del Sud                 | 3 gennaio 2005 (20 anni e 72 giorni)     |
| M/C Valle di Cordoba Trieste            | chimichiera | 9295311 | IBQM      | 247129100 | 176x31x9                                     | 25.063 t.s.l. (GT)          | 40.218 t.p.l. (DWT)           | Hyundai Mipo Dockyard Co., Ltd; Ulsan, Corea del Sud                 | 28 aprile 2005 (19 anni e 322 giorni)    |
| M/C Valle Bianca Valletta               | chimichiera | 9387580 | ICEF      | 247218600 | 184x32,2x13,02                               | 29.987 t.s.l. (GT)          | 50.633 t.p.l. (DWT)           | SPP Shipbuilding Co., Ltd Sacheon, Corea del Sud                     | 28 ottobre 2007 (17 anni e 139 giorni)   |
| M/C Valle Azzurra Valletta              | chimichiera | 9391488 | ICEG      | 247226600 | 184x32,2x13,02                               | 29.987 t.s.l. (GT)          | 50.697 t.p.l. (DWT)           | SPP Shipbuilding Co., Ltd, Sacheon, Corea del Sud                    | 13 dicembre 2007 (17 anni e 93 giorni)   |
| M/C Valcadore Valletta                  | chimichiera | 9384112 | ICIA      | 247228200 | 184,32 x 27,4 x 11,52                        | 23.335 t.s.l. (GT)          | 37.481 t.p.l. (DWT)           | Hyundai Mipo Dockyard Co., Ltd; Ulsan, Corea del Sud                 | 22 febbraio 2008 (17 anni e 22 giorni)   |
| M/C Valverde Valletta                   | chimichiera | 9391490 | ICHJ      | 247227900 | 183 x 32,2 x 13,01                           | 29.987 t.s.l. (GT)          | 50.344 t.p.l. (DWT)           | SPP Shipbuilding Co., Ltd Sacheon, Corea del Sud                     | 31 gennaio 2008 (17 anni e 13 giorni)    |
| M/C Valrossa Valletta                   | chimichiera | 9391505 | ICHI      | 247230300 | 183 x 32,2 x 13,02                           | 29.987 t.s.l. (GT)          | 50.344 t.p.l. (DWT)           | SPP Shipbuilding Co., Ltd, Sacheon, Corea del Sud                    | 25 marzo 2008 (16 anni e 356 giorni)     |
| M/C Valtellina Valletta                 | chimichiera | 9384136 | ICKF      | 247243900 | 184,32 x 27,4 x 11,3                         | 23.335 t.s.l. (GT)          | 37.481 t.p.l. (DWT)           | Hyundai Mipo Dockyard Co., Ltd; Ulsan, Corea del Sud                 | 25 maggio 2008 (16 anni e 295 giorni )   |
| M/C Valgardena Valetta                  | chimichiera | 9384124 | ICKG      | 247243800 | 184,32 x 27,4 x 11,3                         | 23.335 t.s.l. (GT)          | 37.481 t.p.l. (DWT)           | Hyundai Mipo Dockyard Co., Ltd; Ulsan, Corea del Sud                 | 19 giugno 2008 (16 anni e 270 giorni)    |
| M/C Valsesia Valetta                    | chimichiera | 9385178 | 9HA4940   | 215063000 | 184,32 x 27,4 x 11,3                         | 23.335 t.s.l. (GT)          | 37.481 t.p.l. (DWT)           | Hyundai Mipo Dockyard Co., Ltd; Ulsan, Corea del Sud                 | 27 ottobre 2008 (16 anni e 140 giorni)   |
| M/C Valfoglia Valetta                   | Aframax     | 9417309 | 9AH4945   | 215068000 | 243 x 42,08 x 15,35                          | 60.185 t.s.l. (GT)          | 109.060 t.p.l. (DWT)          | Hudong-Zhonghua Shipbuilding (Group) Co., Ltd; Shanghai, Cina        | 20 gennaio 2009 (16 anni e 55 giorni)    |
| M/C Vallesina Valletta                  | Aframax     | 9417311 | 9HA4941   | 215065000 | 243 x 42,08 x 15,35                          | 60.185 t.s.l. (GT)          | 109.060 t.p.l. (DWT)          | Hudong-Zhonghua Shipbuilding (Group) Co., Ltd; Shanghai, Cina        | 28 aprile 2009 (15 anni e 322 giorni)    |

## Dati legali ed iscrizioni
- Denominazione: Navigazione Montanari S.p.A.
- Sede legale: via Ceccarini 36 - 61032 - Fano (PU)
- Codice fiscale: 00263390106
- Partita IVA: 00981440324

## Consiglio d'amministrazione
- Presidente: Corrado Arturo Montanari
- Consigliere: Federico Montanari
- Consigliere: Gianfranco Santilli
- Consigliere: Luigi Bramante
- Consigliere: Francesco Brioschi
- Consigliere: Gustavo Visentini
- Consigliere: Paolo Pagnottella
- Consigliere: Fabio Montanari
- Consigliere: Federico Valentini

Consiglio d'amministrazione in carica al 19 febbraio 2008.

## Principali azionisti
- G. & A. Montanari & Co. S.p.A. - 100 %

Dato aggiornato al 21 febbraio 2010
La società ha effettuato il delisting dalla Borsa Valori di Milano, segmento STAR.

## Principali partecipazioni
- Condan Trasportes Maritimos Lda. - Madera (Portogallo) - 100%
- Smart Net s.r.l. - Fano (PU) - 70%

Le partecipazioni indicate sono valutate nel bilancio al 31 dicembre 2007 circa 72 000 Euro.

## Dati economici e finanziari
Dal bilancio al 31 dicembre 2007, Navigazione Montanari ha un capitale investito di circa 546,2 milioni di Euro, con un patrimonio netto di circa 355 milioni di Euro, un fatturato di circa 118,6 milioni di Euro ed un utile netto di circa 25,76 milioni di Euro.
Al 31 dicembre 2007 Navigazione Montanari occupava 428 dipendenti, di cui 381 marittimi.